# Effet fontaine
L'effet fontaine est le jaillissement de façon spectaculaire d'un liquide superfluide en dehors de son récipient lorsqu'il est soumis à une faible augmentation de température. Cet effet est aussi connu sous le nom d'effet thermomécanique. Il a été découvert en 1938 lors de travaux sur l'isotope 4He de l'hélium superfluide (appelé « hélium II », en opposition à l'« hélium I » qui est l'état de l'hélium liquide non superfuide au-dessus de la température critique ou point lambda −270,97 °C).

## Description

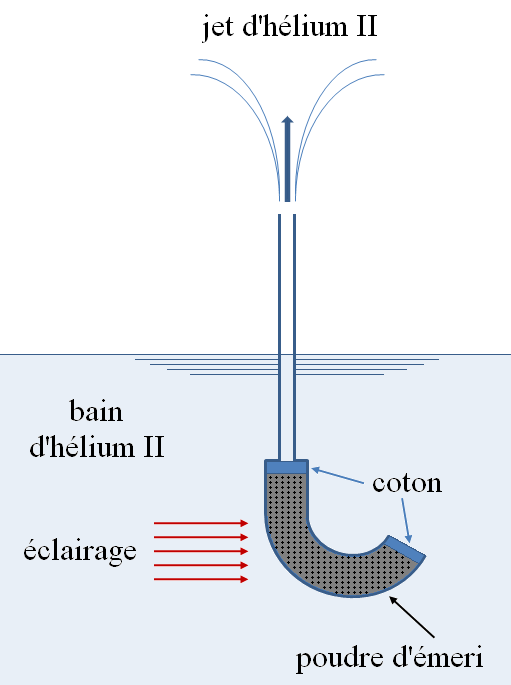
Dispositif expérimental de l'effet fontaine.

Le dispositif expérimental consiste en un tube ouvert rempli d'un matériau poreux, par exemple une fine poudre d'émeri dans l'expérience originelle, placé dans un bain d'hélium II. Le matériau poreux a une fonction de filtre, à travers lequel seul l'hélium II, superfluide donc de viscosité nulle, peut passer. Une des extrémités du tube est prolongée par un tube plus fin dont la sortie dépasse le niveau du bain de quelques centimètres.
Quand on éclaire le tube, les grains de la poudre absorbent les radiations lumineuses et produisent ainsi de la chaleur, créant un gradient de température. Par un phénomène de convection, l'hélium II du bain est transporté vers la zone réchauffée du tube. Ceci provoque l'émission continue d'un jet d'hélium pouvant atteindre plusieurs dizaines de centimètres de haut à la sortie du tube, émission qui cesse lorsque l'émeri n'est plus éclairé. Une autre méthode de chauffage ponctuel consiste à faire circuler un courant électrique dans une résistance placée à l'intérieur du tube.
La hauteur du jet est variable et augmente avec le gradient du température imposé sur le système ; elle est une fonction décroissante de la taille des grains de la poudre. Lorsque le jet est petit, l'hélium retombe dans le bain autour du tube, mais si la hauteur du jet est importante, l'hélium se vaporise dans l'atmosphère du cryostat.

## Explication

### Modèle à deux fluides
D'après le modèle à deux fluides de László Tisza, l'hélium liquide en dessous du point lambda est composé d'un mélange d'atomes dans l'état fondamental (superfluide) et d'atomes dans des états excités, ces derniers se comportant comme un liquide ordinaire avec en particulier une viscosité non nulle. Près du zéro absolu, la proportion d'atomes dans des états excités est très faible ; lorsque la température s'approche du point lambda, la proportion de liquide superfluide diminue. Le liquide superfluide transporté par convection traverse le filtre réchauffé (poudre d'émeri), alors que la proportion de liquide normal, trop visqueuse, ne peut pas passer. Comme la concentration d'hélium normal et superfluide change, il se crée une différence de pression osmotique entre l'entrée du tube dans le bain et sa partie supérieure. Le liquide superfluide s'accumule dans le tube supérieur et n'a d'autre option que d'en sortir sous forme de jet.

### Considérations thermodynamiques
Du fait de sa très grande conductivité thermique, l'hélium II retourne de façon quasiment instantanée vers un équilibre thermodynamique lorsqu'il est chauffé localement. Ainsi, la variation du potentiel chimique du système peut être considérée comme nulle lors d'une faible augmentation de la température :
{\displaystyle {\mbox{d}}g=-S{\mbox{d}}T+V{\mbox{d}}p=0.\,}
On obtient alors la formule de London :
{\displaystyle {\frac {{\mbox{d}}P}{{\mbox{d}}T}}={\frac {S}{V}}\,.}
Cela signifie qu'un gradient de température est compensé immédiatement par un gradient de pression, ce qui provoque l'expulsion de l'hélium en dehors du tube,. L'effet fontaine n'est pas observé chez les liquides normaux car ils mettent plus de temps à retrouver un équilibre thermique après un réchauffement local.
À partir de la formule de London, il est possible pour un dispositif expérimental donné de calculer la hauteur du jet d'hélium en fonction de la température du bain et du gradient de température appliqué. La validité de cette formule a ainsi été vérifiée expérimentalement jusqu'à −272,95 °C.

## Applications
L'effet fontaine peut être utilisé comme régulateur de température: dans les matériaux supraconducteurs, une élévation de la température peut conduire à une perte non désirée de la supraconductivité. L'installation d'un matériau poreux en contact avec un bain d'hélium II près d'un supraconducteur en fonctionnement permet de contrôler sa température : en cas de réchauffement, un jet d'hélium II vient refroidir le matériau.